# Motor trasero y tracción delantera

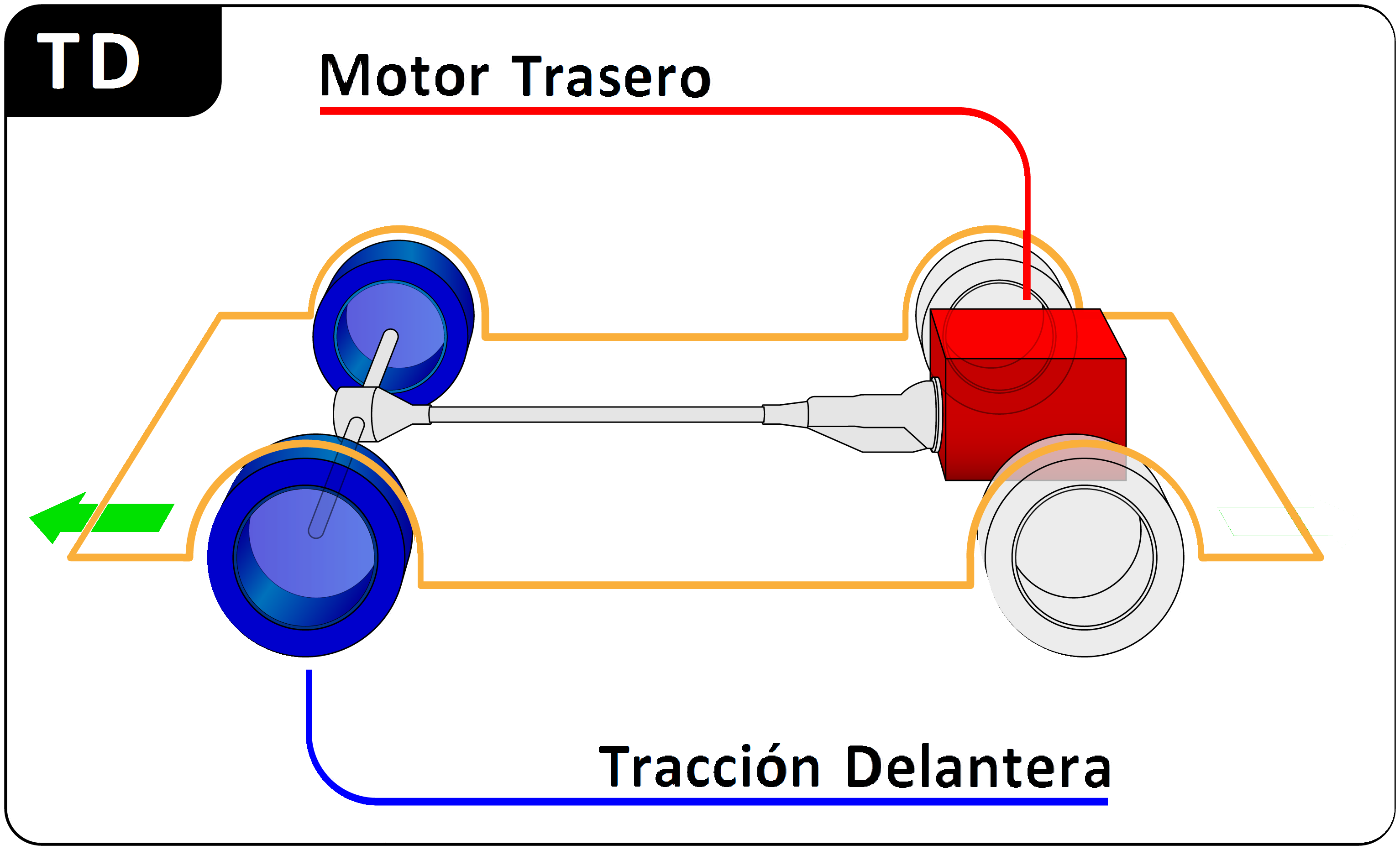
Vehículo con motor trasero y tracción delantera

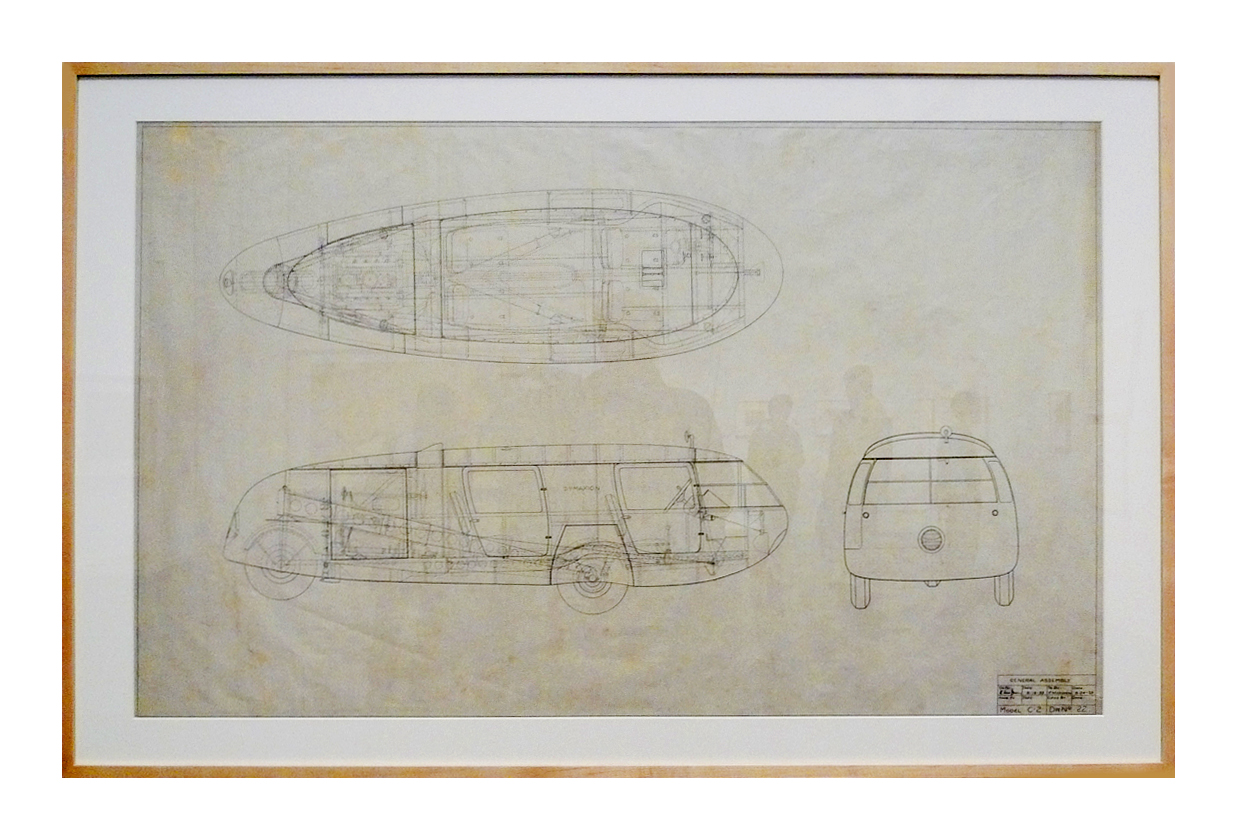
Ilustración enmarcada del automóvil Dymaxion

En el campo de la ingeniería del automóvil, una disposición con motor trasero y tracción delantera es aquella en la que el motor está situado entre o detrás de las ruedas traseras y la tracción corresponde a las ruedas delanteras, que son accionadas mediante un eje de transmisión. Cuando la dirección se sitúa en el eje trasero, es el equivalente a un vehículo convencional con motor delantero y tracción trasera al que se le hubiera dado la vuelta.
Se trata de una solución realmente inusual utilizada en algunos ejercicios de estilo, pero que en la práctica nunca ha generado automóviles de serie reseñables.

## Historia
El primer ejemplo de la forma apareció en 1932, con el diseño y la construcción del prototipo Maroon Car por el diseñador jefe Harleigh Holmes en Coleman Motors, un constructor establecido de vehículos con tracción delantera y tracción total con sede en Littleton, Colorado. El coche tenía tracción delantera y estaba propulsado por un motor V-8 montado en la parte trasera. Solo se construyó uno y el vehículo nunca se puso en producción. 
Desde entonces, ha seguido siendo un diseño de unidad extremadamente poco común a lo largo de la historia del automóvil, utilizado solo por algunos prototipos y autos conceptuales, como el portador de ametralladoras Howie de 1937 (apodado "belly flopper"), el coche Dymaxion de 1933 diseñado por Buckminster Fuller, que podía girar dentro de su distancia entre ejes gracias a la dirección en la rueda trasera, y el Gregory Sedan de 1947.
El diseño ha despertado ocasionalmente un interés renovado como una opción potencial para diseños de automóviles innovadores, como en la solicitud de patente de 1999 del inventor-ingeniero Michael Basnett en el antiguo Grupo Rover, que propuso un transeje delantero, un propulsor casi plano trasero (un motor de cuatro cilindros en línea abatido 90 grados), con el tanque de combustible colocado donde el banco de cilindros del lado derecho habría estado en un motor plano "verdadero". Este diseño en general imita la configuración del "motor pancake" del Volkswagen Tipo 3, pero refrigerado por agua y sin tracción trasera. 
De acuerdo con la patente, el diseño está concebido para ser ventajoso en caso de choque, al aumentar la zona de deformación delantera, permite una mayor libertad de estilo, una conducción mejorada a través de la reducción del ruido, la vibración y la dureza, y con un centro de gravedad más bajo que proporciona unas mejores características de conducción, frenado y balanceo, así como, al igual que el Tipo 3, mayor espacio en la cabina para carga para un volumen de chasis y altura la carrocería dados. Su principal desventaja es la falta de peso sobre las ruedas motrices, particularmente en aceleraciones fuertes, cuando el peso se desplaza hacia atrás. 
Sin embargo, como se menciona en un artículo de Jalopnik que enumera todos los automóviles conocidos con diseño TD, también parece haber sido nada más que un ejercicio especulativo, sin que se construyera ni un solo prototipo físico, y el punto de si Rover Group tuvo la intención de desarrollarlo más es discutible, ya que la corporación se disolvió y sus activos se vendieron apenas un año después, y el destino de esa pieza particular de propiedad intelectual no estaba claro. 
El diseño de tren motriz más cercano al TD en los vehículos de producción en serie reales es el diseño de motor central y tracción en las cuatro ruedas, que se ve típicamente en los diseños de los automóviles deportivos de alta gama y que, con el uso de diferenciales centrales de división de potencia o sistemas de transmisión híbridos, puede configurarse para enviar una cantidad variable de la transmisión total a las ruedas delanteras, en algunos casos hasta el 100%. Los vehículos eléctricos de tracción delantera también se pueden encontrar con pequeños motores-generadores que generalmente se montan en el maletero trasero, pero técnicamente no cuentan como transmisión RT, ya que no hay un vínculo mecánico directo entre el motor y las ruedas. o incluso la potencia del motor generada y la salida del motor de accionamiento, ya que el generador tiende a funcionar a una velocidad constante y se utiliza para mantener la carga de la batería en lugar de alimentar el motor directamente. 